# Luis Horacio Gomez González
Luis Horacio Gomez González (ur. 18 października 1958 w Salamina, zm. 17 kwietnia 2016 w Manizales) – kolumbijski duchowny katolicki, biskup, wikariusz apostolski Puerto Gaitán w latach 2014-2016.

## Życiorys
Święcenia kapłańskie otrzymał 30 listopada 1991 i został inkardynowany do archidiecezji Manizales. Pracował głównie jako duszpasterz parafialny. W latach 1993–1997 był delegatem arcybiskupim ds. duszpasterstwa społecznego, a w latach 2013-2014 odpowiadał jako wikariusz biskupi za sprawy administracyjne.
10 lipca 2014 papież Franciszek mianował go wikariuszem apostolskim Puerto Gaitán ze stolicą tytularną Liberalia. 21 sierpnia tego samego roku z rąk arcybiskupa Ettore Balestrero przyjął sakrę biskupią. W 2015 doznał udaru mózgu. 8 kwietnia 2016 ze względu na zły stan zdrowia na ręce papieża Franciszka złożył rezygnację z zajmowanej funkcji.
Zmarł w klinice w Manizales 17 kwietnia 2016.